# Podabacia motuporensis
Espèce
Statut CITES
Podabacia motuporensis est une espèce de coraux appartenant à la famille des Fungiidae.